# Volta à Bélgica
A Volta à Bélgica  (oficialmente: Baloise Belgium Tour) é uma competição de ciclismo por etapas que se disputa anualmente, durante o mês de maio, na Bélgica desde 1908.
Teve lugar anualmente entre 1908 e 1981, excepto durante os anos das Guerras Mundiais. Entre 1982 e 2001, várias edições não foram disputadas, se disputando já desde o 2002 de maneira continuada. A partir do 2009 faz parte da máxima categoria (2.hc) do UCI Europe Tour (desde a criação dos Circuitos Continentais UCI até 2008 esteve na categoria 2.1.)

## Palmarés
| Ano                                                              | Vencedor              | Segundo                 | Terceiro                |
| ---------------------------------------------------------------- | --------------------- | ----------------------- | ----------------------- |
| 1908                                                             | Lucien Petit-Breton   | Gustave Garrigou        | Eugène Platteau         |
| 1909                                                             | Paul Duboc            | Jean Alavoine           | Cyrille Van Hauwaert    |
| 1910                                                             | Jules Masselis        | Henri Devroye           | Nestor Rosart           |
| 1911                                                             | René Vandenberghe     | Eugène Christophe       | Maurice Léturgie        |
| 1912                                                             | Odiel Defraye         | Henri Pélissier         | André Blaise            |
| 1913                                                             | Dieudonné Gauthy      | Émile Masson            | Marcel Buysse           |
| 1914                                                             | Louis Mottiat         | Jean Rossius            | Paul Deman              |
| 1915-1918 edições não realizada devido à Primeira Guerra Mundial |                       |                         |                         |
| 1919                                                             | Émile Masson          | Hector Heusghem         | Jules Van Hevel         |
| 1920                                                             | Louis Mottiat         | Albert Dejonghe         | Léon Despontin          |
| 1921                                                             | René Vermandel        | Émile Masson            | Jules Van Hevel         |
| 1922                                                             | René Vermandel        | Émile Masson            | Théophile Beeckman      |
| 1923                                                             | Émile Masson          | Félix Sellier           | Nicolas Frantz          |
| 1924                                                             | Félix Sellier         | Nicolas Frantz          | Adelin Benoît           |
| 1925                                                             | Denis Verschueren     | Maurice De Waele        | Auguste Verdyck         |
| 1926                                                             | Jean De Busschere     | Félix Sellier           | Maurice Depauw Sr.      |
| 1927                                                             | Léopold-Albert Matton | Rémy Van Impe           | Joseph Dervaes          |
| 1928                                                             | Jules Van Hevel       | Julien Delbecque        | René Vermandel          |
| 1929                                                             | Armand Van Bruaene    | Maurice De Waele        | Raymond De Corte        |
| 1930                                                             | Émile Joly            | Émile Decroix           | Hector Van Rossem       |
| 1931                                                             | Maurice De Waele      | Kamiel De Graeve        | Jean Wauters            |
| 1932                                                             | Léon Louyet           | Jan-Jozef Horemans      | Eugène Gijbels          |
| 1933                                                             | Jean Aerts            | Alfons Deloor           | George Ronsse           |
| 1934                                                             | François Gardier      | Antoine Dignef          | Alfons Deloor           |
| 1935                                                             | Joseph Moerenhout     | Henri Garnier           | Jean Wauters            |
| 1936                                                             | Émile Decroix         | Robert Wierinckx        | Frans Bonduel           |
| 1937                                                             | Adolf Braeckeveldt    | René Walschot           | Georges Christiaens     |
| 1938                                                             | François Neuville     | Albert Ritserveldt      | Frans Demondt           |
| 1939                                                             | Joseph Somers         | Antoine Dignef          | Maurice Clautier        |
| 1940-1944 edições não realizada devido à Segunda Guerra Mundial  |                       |                         |                         |
| 1945                                                             | Norbert Callens       | Sylvain Grysolle        | Désiré Keteleer         |
| 1946                                                             | Albert Ramon          | Jan Engels              | Julien Hamelryckx       |
| 1947                                                             | Maurice Van Herzele   | Albert Ramon            | Emiel Rogiers           |
| 1948                                                             | Stan Ockers           | Lucien Mathys           | André Declerck          |
| 1949                                                             | Ernest Sterckx        | Raymond Impanis         | Roger Gyselinck         |
| 1950                                                             | Albert Dubuisson      | René Oreel              | Roger Gyselinck         |
| 1951                                                             | Lucien Mathys         | Marcel De Mulder        | Omer Braeckeveldt       |
| 1952                                                             | Henri Van Kerckhove   | Marcel De Mulder        | Georges Vermeersch      |
| 1953                                                             | Florent Rondelé       | Albéric Schotte         | Pino Cerami             |
| 1954                                                             | Henri Van Kerckhove   | Rik Van Looy            | Marcel Hendrickx        |
| 1955                                                             | Alex Close            | Marcel Ernzer           | Richard Van Genechten   |
| 1956                                                             | André Vlaeyen         | Jef Planckaert          | Jean Brankart           |
| 1957                                                             | Pino Cerami           | Jean Vliegen            | Firmin Bral             |
| 1958                                                             | Noël Foré             | Armand Desmet           | Jan Zagers              |
| 1959                                                             | Armand Desmet         | Pieter Van Der Plaetsen | Kamiel Buysse           |
| 1960                                                             | Alfons Sweeck         | André Messelis          | Willy Truye             |
| 1961                                                             | Rik Van Looy          | Armand Desmet           | Willy Schroeders        |
| 1962                                                             | Noël Foré             | Peter Post              | Guillaume Van Tongerloo |
| 1963                                                             | Peter Post            | Huub Zilverberg         | Frans De Mulder         |
| 1964                                                             | Benoni Beheyt         | Peter Post              | Gilbert Desmet          |
| 1965                                                             | Jean Stablinski       | Gilbert Desmet          | Roger De Breuker        |
| 1966                                                             | Vittorio Adorni       | Rolf Wolfshohl          | Jos Huysmans            |
| 1967                                                             | Carmine Preziosi      | Herman Van Springel     | Jan Janssen             |
| 1968                                                             | Wilfried David        | Marinus Wagtmans        | Herman Van Springel     |
| 1969                                                             | Eric De Vlaeminck     | Wim Schepers            | Herman Van Springel     |
| 1970                                                             | Eddy Merckx           | Walter Godefroot        | Eric De Vlaeminck       |
| 1971                                                             | Eddy Merckx           | Herman Van Springel     | Ferdinand Bracke        |
| 1972                                                             | Roger Swerts          | Willy De Geest          | Joop Zoetemelk          |
| 1973                                                             | Leif Mortensen        | Herman Van Springel     | René Pijnen             |
| 1974                                                             | Roger Swerts          | Ronald De Witte         | Ferdinand Bracke        |
| 1975                                                             | Freddy Maertens       | Michel Pollentier       | Frans Verbeeck          |
| 1976                                                             | Michel Pollentier     | Wilfried David          | Freddy Maertens         |
| 1977                                                             | Walter Planckaert     | Guido Van Sweevelt      | Cees Priem              |
| 1978                                                             | André Dierickx        | Freddy Maertens         | Dietrich Thurau         |
| 1979                                                             | Daniel Willems        | Herman Van Springel     | Alfons De Wolf          |
| 1980                                                             | Gerrie Knetemann      | Daniel Willems          | Francesco Moser         |
| 1981                                                             | Ad Wijnands           | Ronny Claes             | Gery Verlinden          |
| 1982-1983 edições não realizadas                                 |                       |                         |                         |
| 1984                                                             | Eddy Planckaert       | Marc Sergeant           | Ronny Van Holen         |
| 1985                                                             | Ludo Peeters          | Phil Anderson           | Rudy Matthijs           |
| 1986                                                             | Nico Emonds           | Marc Sergeant           | Nico Verhoeven          |
| 1987 edição não realizada                                        |                       |                         |                         |
| 1988                                                             | Frans Maassen         | Eric Van Lancker        | Allan Peiper            |
| 1989                                                             | Sean Yates            | Frans Maassen           | Johan Museeuw           |
| 1990                                                             | Frans Maassen         | Vladimir Poulnikov      | Adriano Baffi           |
| 1991-2001 edições não realizadas                                 |                       |                         |                         |
| 2002                                                             | Bart Voskamp          | Ludo Dierckxsens        | Sylvain Chavanel        |
| 2003                                                             | Michael Rogers        | Bart Voskamp            | Robert Bartko           |
| 2004                                                             | Sylvain Chavanel      | Bart Voskamp            | Max van Heeswijk        |
| 2005                                                             | Tom Boonen            | Bert Roesems            | Linas Balčiūnas         |
| 2006                                                             | Maarten Tjallingii    | Sébastien Rosseler      | Max van Heeswijk        |
| 2007                                                             | Vladimir Gusev        | Maarten Tjallingii      | Leif Hoste              |
| 2008                                                             | Stijn Devolder        | Greg Van Avermaet       | Sergei Ivanov           |
| 2009                                                             | Lars Boom             | Koos Moerenhout         | Dominique Cornu         |
| 2010                                                             | Stijn Devolder        | Dominique Cornu         | Bram Tankink            |
| 2011                                                             | Philippe Gilbert      | Greg Van Avermaet       | Björn Leukemans         |
| 2012                                                             | Tony Martin           | Lieuwe Westra           | Carlos Barredo          |
| 2013                                                             | Tony Martin           | Luis León Sánchez       | Philippe Gilbert        |
| 2014                                                             | Tony Martin           | Tom Dumoulin            | Sylvain Chavanel        |
| 2015                                                             | Greg Van Avermaet     | Tiesj Benoot            | Gaëtan Bille            |
| 2016                                                             | Dries Devenyns        | Reto Hollenstein        | Stijn Vandenbergh       |
| 2017                                                             | Jens Keukeleire       | Rémi Cavagna            | Tony Martin             |
| 2018                                                             | Jens Keukeleire       | Jelle Vanendert         | Dion Smith              |
| 2019                                                             | Remco Evenepoel       | Victor Campenaerts      | Tim Wellens             |
| 2021                                                             | Remco Evenepoel       | Yves Lampaert           | Gianni Marchand         |
| 2022                                                             | Mauro Schmid          | Tim Wellens             | Quinten Hermans         |
| 2023                                                             | Mathieu van der Poel  | Søren Wærenskjold       | Casper Pedersen         |
| 2024                                                             | Søren Wærenskjold     | Mathias Vacek           | Alex Aranburu           |

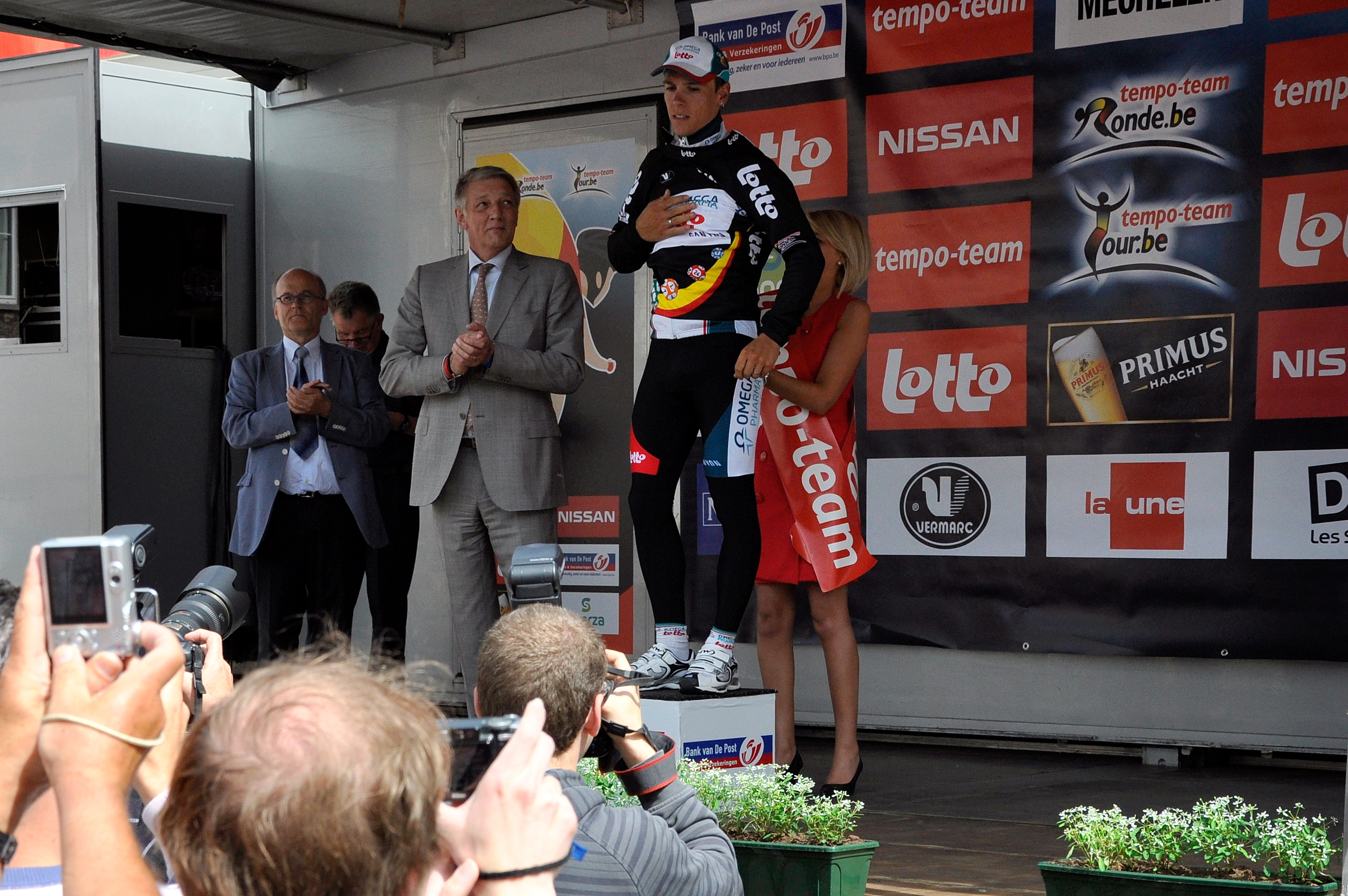
Philippe Gilbert no pódio de uma das etapas a edição de 2010

Nota: Na edição de 1981 Jo Maas foi inicialmente o vencedor, mas foi desclassificado por dopagem.
| País          | Vitórias | Vitória mais recente      |
| ------------- | -------- | ------------------------- |
| Bélgica       | 69       | Remco Evenepoel (2021)    |
| Países Baixos | 9        | Mathieu van der Poel 2023 |
| França        | 4        | Sylvain Chavanel 2004     |
| Alemanha      | 3        | Tony Martin 2014          |
| Itália        | 2        | Carmine Preziosi 1967     |
| Austrália     | 1        | Michael Rogers 2003       |
| Dinamarca     | 1        | Leif Mortensen 1973       |
| Reino Unido   | 1        | Sean Yates 1989           |
| Rússia        | 1        | Vladimir Gusev 2007       |
| Suíça         | 1        | Mauro Schmid 2022         |

## Estatísticas

### Mais vitórias gerais
| Ciclista            | Vitórias | Anos             |
| ------------------- | -------- | ---------------- |
| Tony Martin         | 3        | 2012, 2013, 2014 |
| Louis Mottiat       | 2        | 1914, 1920       |
| Émile Masson        | 2        | 1919, 1923       |
| René Vermandel      | 2        | 1921, 1922       |
| Henri Van Kerckhove | 2        | 1952, 1954       |
| Noël Foré           | 2        | 1958, 1962       |
| Eddy Merckx         | 2        | 1970, 1971       |
| Roger Swerts        | 2        | 1972, 1974       |
| Frans Maassen       | 2        | 1988, 1990       |
| Stijn Devolder      | 2        | 2008, 2010       |
| Jens Keukeleire     | 2        | 2017, 2018       |
| Remco Evenepoel     | 2        | 2019, 2021       |